# Scania-Vabis L55
Scania-Vabis L55/L56/L66 är en serie lastbilar, tillverkade av den svenska biltillverkaren Scania-Vabis mellan 1959 och 1968.

## Scania-Vabis L55
Våren 1958 hade Scania-Vabis introducerat L75-modellen, den första bilen i en ny generation lastbilar, med nykonstruerade sexcylindriga motorer, kraftigare chassikomponenter och en ny, rymligare och bekvämare hytt. Hytten skulle användas på alla normalbyggda lastbilar fram till 1980. Sommaren 1959 presenterades den mindre L55, med sjulitersmotor. Bilen fanns även med boggibakaxel, kallad LS55, med S för ”stödaxel”. L55-serien hade tryckluftsbromsar som standard, men servostyrning var fortfarande extrautrustning.

## Scania-Vabis L56
Hösten 1962 avlöste L56/LS56-serien, med åttalitersmotor och tvåkrets bromssystem. 
1964 kom en vidareutvecklad femväxlad växellåda. Den fanns även med en tillsatsväxel i form av en planetväxel, så kallad ”split-växel”, som fördubblade antalet växlar.

## Scania-Vabis L66
Våren 1963 kom mellanmodellen L66. Bilen kombinerade den kraftigare ramen från L76-serien, avsedd för tunga laster, med den mindre motorn från L56-serien. L66:an var främst avsedd för export, men såldes även på hemmamarknaden.

## Motorer
| Modell  | Årsmodell | Motor                  | Cylindervolym | Effekt | Bränslesystem |
| ------- | --------- | ---------------------- | ------------- | ------ | ------------- |
| L55     | 1959-62   | D7: 6-cyl radmotor ohv | 7167 cm³      | 120 hk | Dieselmotor   |
| L56,L66 | 1962-68   | D8: 6-cyl radmotor ohv | 7790 cm³      | 140 hk | Dieselmotor   |

## Bilder

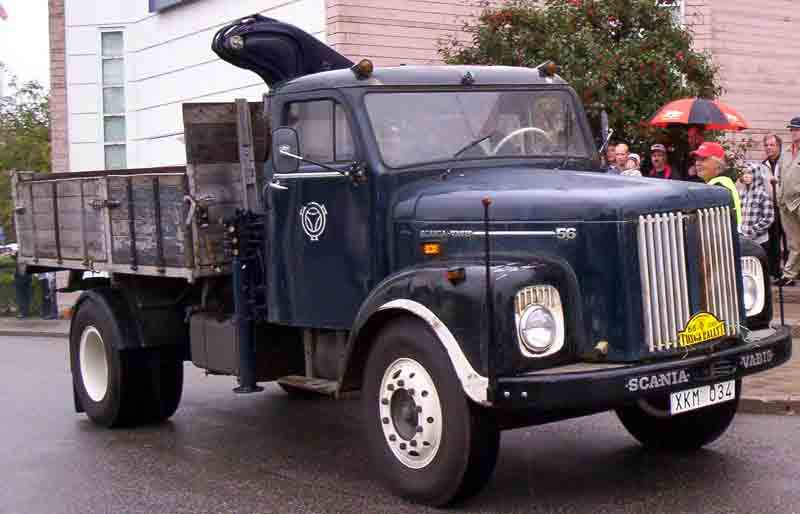
Scania-Vabis L56
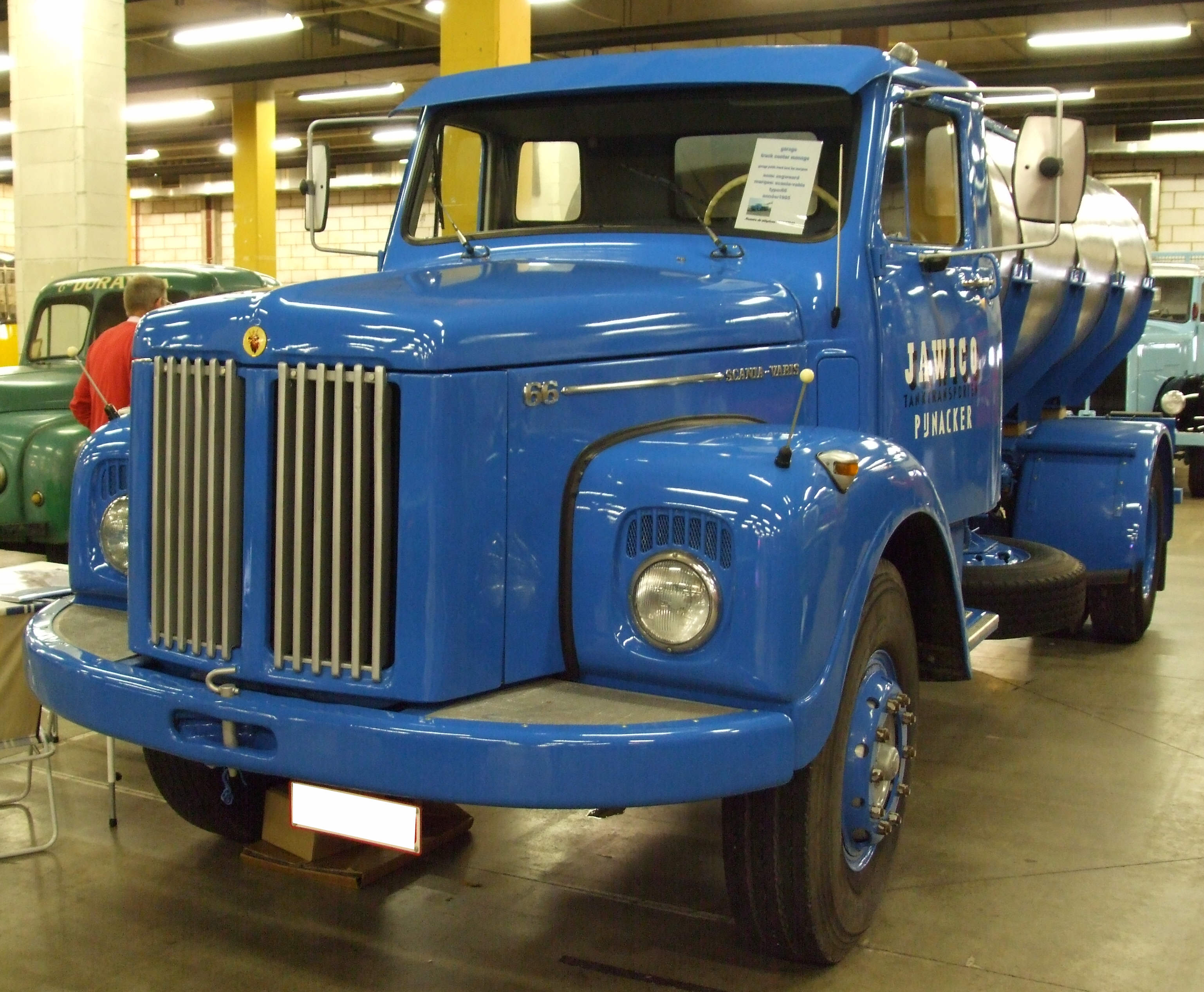
Scania-Vabis L66